# Tijani Belaid
Tijani Belaid (Parigi, 6 settembre 1987) è un calciatore tunisino, centrocampista dell'Alaj Oš.

## Carriera

### Club
Nel 2004 viene acquistato dall'Inter, giocando per la formazione Primavera. Esordisce in Serie A, ancora minorenne, nell'ultima giornata del campionato 2004-05. Con la squadra giovanile, vince la Coppa Italia di categoria l'anno successivo. Dopo il prestito al PSV (gennaio 2007), si trasferisce allo Slavia Praga con cui segna al debutto in Champions League. Nelle stagioni 2007-08 e 2008-09 vince 2 campionati. In seguito gioca per l'Hull City prima di rimanere svincolato.

### Nazionale
Avendo il doppio passaporto, era convocabile dalle Nazionali francese e tunisina che ha poi scelto. Debutta il 16 agosto 2006, in un'amichevole con il Mali.

## Statistiche

### Presenze e reti nei club
Statistiche aggiornate al 19 maggio 2019
| Stagione             | Squadra              | Campionato           | Campionato | Campionato | Coppe nazionali | Coppe nazionali | Coppe nazionali | Coppe continentali | Coppe continentali | Coppe continentali | Altre coppe | Altre coppe | Altre coppe | Totale | Totale |
| Stagione             | Squadra              | Comp                 | Pres       | Reti       | Comp            | Pres            | Reti            | Comp               | Pres               | Reti               | Comp        | Pres        | Reti        | Pres   | Reti   |
| -------------------- | -------------------- | -------------------- | ---------- | ---------- | --------------- | --------------- | --------------- | ------------------ | ------------------ | ------------------ | ----------- | ----------- | ----------- | ------ | ------ |
| 2004-2005            | Inter                | A                    | 1          | 0          | CI              | 0               | 0               | UCL                | 0                  | 0                  | -           | -           | -           | 1      | 0      |
| 2005-2006            | Inter                | A                    | 0          | 0          | CI              | 0               | 0               | UCL                | 0                  | 0                  | SI          | 0           | 0           | 0      | 0      |
| 2006-gen. 2007       | Inter                | A                    | 0          | 0          | CI              | 0               | 0               | UCL                | 0                  | 0                  | SI          | 0           | 0           | 0      | 0      |
| Totale Inter         | Totale Inter         | Totale Inter         | 1          | 0          |                 | 0               | 0               |                    | 0                  | 0                  |             | 0           | 0           | 1      | 0      |
| gen.-giu. 2007       | PSV                  | ED                   | 0          | 0          | CO              | 0               | 0               | UCL                | 0                  | 0                  | SO          | -           | -           | 0      | 0      |
| 2007-2008            | Slavia Praga         | 1L                   | 15         | 4          | CC              | ?               | ?               | UCL+CU             | 6+1                | 1+0                | -           | -           | -           | 22+    | 5+     |
| 2008-2009            | Slavia Praga         | 1L                   | 24         | 9          | CC              | ?               | ?               | UCL+CU             | 2+6                | 0+0                | -           | -           | -           | 32+    | 9+     |
| 2009-2010            | Slavia Praga         | 1L                   | 14         | 2          | CC              | ?               | ?               | UCL+UEL            | 1+7                | 0+1                | -           | -           | -           | 22+    | 3+     |
| 2010-gen. 2011       | Slavia Praga         | 1L                   | 11         | 0          | CC              | ?               | ?               | -                  | -                  | -                  | -           | -           | -           | 11+    | 0+     |
| Totale Slavia Praga  | Totale Slavia Praga  | Totale Slavia Praga  | 64         | 15         |                 | ?               | ?               |                    | 22                 | 2                  |             | -           | -           | 86+    | 17+    |
| gen.-giu. 2011       | Hull City            | FLC                  | 8          | 0          | FACup+CdL       | -               | -               | -                  | -                  | -                  | -           | -           | -           | 8      | 0      |
| 2011-gen. 2012       | APOEL                | A                    | 8          | 1          | CC              | ?               | ?               | UCL                | 1                  | 0                  | -           | -           | -           | 9+     | 1+     |
| gen.-giu. 2012       | Union Berlino        | 2BL                  | 13         | 0          | CG              | 0               | 0               | -                  | -                  | -                  | -           | -           | -           | 13     | 0      |
| ago.-dic. 2012       | Union Berlino        | 2BL                  | 7          | 0          | CG              | 1               | 0               | -                  | -                  | -                  | -           | -           | -           | 8      | 0      |
| Totale Union Berlino | Totale Union Berlino | Totale Union Berlino | 20         | 0          |                 | 1               | 0               |                    | -                  | -                  |             | -           | -           | 21     | 0      |
| gen.-giu. 2013       | Moreirense           | PL                   | 4          | 0          | CP+CdL          | -               | -               | -                  | -                  | -                  | -           | -           | -           | 4      | 0      |
| nov. 2013-2014       | Lokomotiv Plovdiv    | A                    | 18         | 1          | CB              | 5               | 0               | -                  | -                  | -                  | -           | -           | -           | 23     | 1      |
| 2014-2015            | Club Africain        | L1                   | 28         | 9          | CT              | 1               | 0               | CCC                | ?                  | ?                  | -           | -           | -           | 29+    | 9+     |
| 2015-2016            | Club Africain        | L1                   | 7          | 1          | CT              | 0               | 0               | CCL                | 0                  | 0                  | -           | -           | -           | 7      | 1      |
| 2016-gen. 2017       | Sfaxien              | L1                   | 4          | 0          | CT              | 1               | 0               | CCL                | ?                  | ?                  | -           | -           | -           | 5      | 0      |
| gen.-apr. 2017       | Veria                | SL                   | 8          | 0          | CG              | -               | -               | -                  | -                  | -                  | -           | -           | -           | 8      | 0      |
| 2017                 | Sriwijaya            | L1                   | 26         | 5          | CI              | ?               | ?               | -                  | -                  | -                  | -           | -           | -           | 22+    | 0+     |
| gen.-giu. 2018       | Club Africain        | L1                   | 10         | 2          | CT              | 4               | 3               | CCC                | 2                  | 0                  | -           | -           | -           | 16     | 5      |
| Totale Club Africain | Totale Club Africain | Totale Club Africain | 45         | 12         |                 | 5               | 3               |                    | 2+                 | 0+                 |             | -           | -           | 52+    | 15+    |
| ago.-dic. 2018       | Borneo               | L1                   | 13         | 1          | CI              | -               | -               | -                  | -                  | -                  | -           | -           | -           | 13     | 1      |
| gen.-giu. 2019       | Al-Muharraq          | PL                   | ?          | ?          | CB+CdL          | ?               | ?               | -                  | -                  | -                  | -           | -           | -           | ?      | ?      |
| 2019-2020            | Erbil                | PL                   | ?          | ?          | -               | -               | -               | -                  | -                  | -                  | -           | -           | -           | ?      | ?      |
| Totale carriera      | Totale carriera      | Totale carriera      | 219+       | 35+        |                 | 12+             | 3+              |                    | 25+                | 0+                 |             | 0           | 0           | 256+   | 38+    |

### Cronologia presenze e reti in Nazionale
| Cronologia completa delle presenze e delle reti in nazionale ― Tunisia | Cronologia completa delle presenze e delle reti in nazionale ― Tunisia | Cronologia completa delle presenze e delle reti in nazionale ― Tunisia | Cronologia completa delle presenze e delle reti in nazionale ― Tunisia | Cronologia completa delle presenze e delle reti in nazionale ― Tunisia | Cronologia completa delle presenze e delle reti in nazionale ― Tunisia | Cronologia completa delle presenze e delle reti in nazionale ― Tunisia | Cronologia completa delle presenze e delle reti in nazionale ― Tunisia |
| Data                                                                   | Città                                                                  | In casa                                                                | Risultato                                                              | Ospiti                                                                 | Competizione                                                           | Reti                                                                   | Note                                                                   |
| ---------------------------------------------------------------------- | ---------------------------------------------------------------------- | ---------------------------------------------------------------------- | ---------------------------------------------------------------------- | ---------------------------------------------------------------------- | ---------------------------------------------------------------------- | ---------------------------------------------------------------------- | ---------------------------------------------------------------------- |
| 16-8-2006                                                              | Narbona                                                                | Mali                                                                   | 1 – 0                                                                  | Tunisia                                                                | Amichevole                                                             | -                                                                      | 46’                                                                    |
| 15-11-2006                                                             | Gafsa                                                                  | Tunisia                                                                | 2 – 0                                                                  | Libia                                                                  | Amichevole                                                             | -                                                                      | Uscita                                                                 |
| 17-10-2007                                                             | Abu Dhabi                                                              | Emirati Arabi Uniti                                                    | 0 – 1                                                                  | Tunisia                                                                | Amichevole                                                             | 1                                                                      | 61’                                                                    |
| 17-11-2007                                                             | Radès                                                                  | Tunisia                                                                | 2 – 0                                                                  | Namibia                                                                | Amichevole                                                             | -                                                                      |                                                                        |
| 21-11-2007                                                             | Vienna                                                                 | Austria                                                                | 0 – 0                                                                  | Tunisia                                                                | Amichevole                                                             | -                                                                      | 81’                                                                    |
| 26-3-2008                                                              | Bondoufle                                                              | Costa d'Avorio                                                         | 0 – 2                                                                  | Tunisia                                                                | Amichevole                                                             | 1                                                                      | 46’                                                                    |
| 1-6-2008                                                               | Tunisi                                                                 | Tunisia                                                                | 1 – 2                                                                  | Burkina Faso                                                           | Qual. Mondiali 2010                                                    | 1                                                                      |                                                                        |
| 7-6-2008                                                               | Roche Caiman                                                           | Seychelles                                                             | 0 – 2                                                                  | Tunisia                                                                | Qual. Mondiali 2010                                                    | -                                                                      |                                                                        |
| 15-6-2008                                                              | Bujumbura                                                              | Burundi                                                                | 0 – 1                                                                  | Tunisia                                                                | Qual. Mondiali 2010                                                    | -                                                                      | 56’                                                                    |
| 21-6-2008                                                              | Tunisi                                                                 | Tunisia                                                                | 2 – 1                                                                  | Burundi                                                                | Qual. Mondiali 2010                                                    | -                                                                      | 59’                                                                    |
| 6-9-2008                                                               | Ouagadougou                                                            | Burkina Faso                                                           | 0 – 0                                                                  | Tunisia                                                                | Qual. Mondiali 2010                                                    | -                                                                      | 74’                                                                    |
| 11-10-2008                                                             | Tunisi                                                                 | Tunisia                                                                | 5 – 0                                                                  | Seychelles                                                             | Qual. Mondiali 2010                                                    | -                                                                      |                                                                        |
| 14-10-2008                                                             | Saint Denis                                                            | Francia                                                                | 3 – 1                                                                  | Tunisia                                                                | Amichevole                                                             | -                                                                      | 69’                                                                    |
| 19-11-2008                                                             | Accra                                                                  | Ghana                                                                  | 0 – 0                                                                  | Tunisia                                                                | Amichevole                                                             | -                                                                      | 46’                                                                    |
| 11-2-2009                                                              | Tunisi                                                                 | Tunisia                                                                | 1 – 1                                                                  | Paesi Bassi                                                            | Amichevole                                                             | -                                                                      | 46’                                                                    |
| 28-3-2009                                                              | Nairobi                                                                | Kenya                                                                  | 1 – 2                                                                  | Tunisia                                                                | Qual. Mondiali 2010                                                    | -                                                                      | 29’ 76’                                                                |
| 20-6-2009                                                              | Tunisi                                                                 | Tunisia                                                                | 0 – 0                                                                  | Nigeria                                                                | Qual. Mondiali 2010                                                    | -                                                                      | 58’                                                                    |
| 14-10-2009                                                             | Radès                                                                  | Tunisia                                                                | 0 – 1                                                                  | Arabia Saudita                                                         | Amichevole                                                             | -                                                                      | Uscita                                                                 |
| 15-6-2015                                                              | Casablanca                                                             | Marocco                                                                | 1 – 1                                                                  | Tunisia                                                                | Qual. Campionato delle Nazioni Africane 2016                           | -                                                                      | 85’                                                                    |
| 18-6-2015                                                              | Casablanca                                                             | Tunisia                                                                | 0 – 1                                                                  | Libia                                                                  | Qual. Campionato delle Nazioni Africane 2016                           | -                                                                      |                                                                        |
| Totale                                                                 |                                                                        | Presenze                                                               | 20                                                                     |                                                                        | Reti                                                                   | 3                                                                      |                                                                        |

## Palmarès

### Club

#### Competizioni giovanili
- Coppa Italia Primavera: 1

Inter: 2005-2006

#### Competizioni nazionali
- Campionato olandese: 1

PSV Eindhoven: 2006-2007
- Campionato ceco: 2

Slavia Praga: 2007-2008, 2008-2009
- Campionato tunisino: 1

Club Africain: 2015